# Gustav-Adolf Schur
Gustav-Adolf Schur (ur. 23 lutego 1931 w Heyrothsberge) – niemiecki kolarz szosowy reprezentujący NRD, dwukrotny medalista olimpijski i trzykrotny medalista mistrzostw świata.

## Kariera
Pierwszy sukces w karierze Gustav-Adolf Schur osiągnął w 1956 roku, kiedy wspólnie z Horstem Tüllerem i Reinholdem Pommerem zdobył brązowy medal w drużynowym wyścigu ze startu wspólnego podczas igrzysk olimpijskich w Melbourne. Na tych samych igrzyskach w rywalizacji indywidualnej został sklasyfikowany na piątej pozycji. W 1958 roku wystartował na mistrzostwach świata w Reims, gdzie zdobył złoto w kategorii amatorów. Wyczyn ten powtórzył na mistrzostwach w Zandvoort w 1959 roku, a podczas rozgrywanych rok później mistrzostw w Karl-Marx-Stadt zajął drugie miejsce za swym rodakiem Bernhardem Ecksteinem. Na igrzyskach olimpijskich w Rzymie w 1960 roku razem z Egonem Adlerem, Erichem Hagenem i Günterem Lörke wywalczył ponadto srebrny medal w drużynowej jeździe na czas, a w indywidualnym wyścigu ze startu wspólnego zajął 23. miejsce. Poza igrzyskami wygrywał między innymi w Wyścigu Pokoju w latach 1955 i 1959, klasyfikacji generalnej DDR Rundfahrt w latach 1953, 1954, 1959 i 1961 oraz Rund um Berlin w 1951 roku. Ponadto siedmiokrotnie zdobywał złote medale szosowych mistrzostw NRD.
W latach 1953–1961 był wybierany Sportowcem Roku w NRD. Po zakończeniu kariery sportowej zajął się polityką. W latach 1959–1990 był posłem do Izby Ludowej parlamentu NRD.
Jego syn Jan Schur również był kolarzem.

## Najważniejsze zwycięstwa
- 1955 – dwa etapy i klasyfikacja generalna Wyścigu Pokoju
- 1956 – trzy etapy w Wyścigu Pokoju
- 1957 – 1 etap Tour d'Égypte
- 1958 – mistrzostwo świata ze startu wspólnego, dwa etapy w Wyścigu Pokoju
- 1959 – Wyścig Pokoju, mistrzostwo świata ze startu wspólnego
- 1960 – wicemistrzostwo świata ze startu wspólnego,